# Vilhivka, Rojneativ
Vilhivka (în ucraineană Вільхівка) este localitatea de reședință a comunei Vilhivka din raionul Rojneativ, regiunea Ivano-Frankivsk, Ucraina.

## Demografie
Componența lingvistică a localității Vilhivka
     Ucraineană (99,53%)
     Alte limbi (0,47%)
Conform recensământului din 2001, majoritatea populației localității Vilhivka era vorbitoare de ucraineană (99,53%), existând în minoritate și vorbitori de alte limbi.